# Антиквар (магазин)
«Антиква́р» (также «Букинисти́ческий магази́н № 45») — букинистический магазин, располагавшийся в Москве в здании гостиницы «Метрополь».

## История
Магазин был открыт в 1949 году. Торговал букинистическими и антикварными книгами по всем отраслям знаний, однако специализировался на альбомах по искусству и листовых изданиях — гравюрах, открытках, репродукциях. Участвовал в комплектовании редкими изданиями многих библиотек, среди которых Библиотека имени Ленина, Научная библиотека МГУ, Театральная библиотека, а также библиотеки Музея изобразительных искусств имени Пушкина, киностудии «Мосфильм» и другие. При магазине существовал совет книголюбов, который помогал товароведам оценивать редкие антикварные издания. В 1979 году оборот магазина достигал 558 тысяч  рублей. Закрылся в период между 2008 и 2012 годами.